# Белоусов, Александр Александрович
Александр Александрович Белоусов (идиш אלכסנדר בעלאָוסאָוו‎‎, до эмиграции — идиш אַלעקסאַנדער בעלאָוסאָװ‎‎; 1948, Куйбышев — 27 января 2004, Маале-Адумим) — еврейский переводчик, поэт, журналист. Писал на идише.

## Биография
Родился в Куйбышеве в интеллигентной русской семье, жил по соседству с народным артистом РСФСР Г. А. Шебуевым. Дед, журналист Алексей Алексеевич Компасов (1899, Рига — ?), до ареста в 1938 году был членом редакции куйбышевской газеты «Сталинец». Другой дед преподавал в Куйбышевском плановом институте. В тринадцатилетнем возрасте увлёкся идишем, изучив его под руководством Давида Исааковича Локшина. Позже, уже самостоятельно выучил иврит. С будущей женой познакомился в филологической школе при дворце пионеров, которую вёл известный педагог Василий Павлович Финкельштейн. Окончил отделение русского языка и литературы Куйбышевского государственного педагогического института. Работал переводчиком технической литературы в Государственном научно-исследовательском институте радио (КОНИИР). В 1970-е годы находился под наблюдением КГБ по подозрению в сионистской деятельности.
Писать стихи на идише начал в студенческие годы под впечатлением от поэзии Ш. Галкина. Через эстрадную певицу Нехаму Лившиц познакомился с поэтом Мотлом Грубияном, который привёл его в редакцию московского литературного журнала «Советиш Геймланд» к А. А. Вергелису. Первая подборка стихотворений двадцатилетнего Александра Белоусова была опубликована в сентябрьском номере этого журнала за 1969 год. Публикация не осталась незамеченной, рецензии появились и в зарубежных изданиях, после чего А. Белоусов состоял в переписке с Авраамом Шлионским (на иврите, опубликована в полном собрании сочинений ивритского поэта) и Мирьям Ялан-Штекелис (на русском языке). Последняя перевела несколько стихотворений А. Белоусова на иврит. Переписывался также с рижским писателем Марком Разумным (1896—1988), поэтессой Ривой Балясной, прозаиком Широй Горшман, поэтом Львом Озеровым. На протяжении последующих 20 лет стихи А. А. Белоусова регулярно появлялись на страницах «Советиш Геймланд».
В конце 1980-х годов был одним из основателей самарского общества еврейской культуры «Тарбут лаам». С 25 декабря 1990 года — с женой Розой и сыном Алексеем в Израиле, работал в редакции идиша радиостанции «Голос Израиля», в русскоязычных газетах «Новости недели», «Наша страна», «24 часа» и других. Уже в Израиле начал также писать стихи и на русском языке.
Посмертный сборник стихотворений «די ווינטערדיקע מנורה: אױסגעװײלטע לידער» (Ди винтэрдикэ мэнойрэ — Зимний семисвечник: избранные стихи. Иерусалим, 2006. — 199 с.) был издан женой поэта Розой (Шошаной) Белоусовой (составление и предисловие Бориса Сандлера). На русский язык стихотворения Александра Белоусова переводили Елена Аксельрод и Михаил Хазин.
В 1998 году был удостоен литературной премии имени Давида Гофштейна.

## Семья
- Жена (с 1969 года) — Роза Борисовна Белоусова (урождённая Могилевская), логопед по-профессии, автор поэтических сборников «Строки издалека» (1994) и «Я родом из зимы» (1997).
  - Сын — классический гитарист Алексей Белоусов (род. 1970).[15]